# Sielnica
Pour l’article homonyme, voir Sielnica (Pologne).
Sielnica (hongrois : Szélnye) est un village de Slovaquie situé dans la région de Banská Bystrica.

## Histoire
La première mention écrite du village date de 1250.

## Démographie

### Évolution de la population
| Année:               | 1994. | 2004.   | 2014.    | 2024.   |
| -------------------- | ----- | ------- | -------- | ------- |
| Nombre de personnes: | 1112  | 1197    | 1392     | 1419    |
| Différence:          |       | +7,64 % | +16,29 % | +1,93 % |

| Année:               | 2023. | 2024.   |
| -------------------- | ----- | ------- |
| Nombre de personnes: | 1415  | 1419    |
| Différence:          |       | +0,28 % |